# Pseudagrion farinicolle
Pseudagrion farinicolle – gatunek ważki z rodziny łątkowatych (Coenagrionidae).